# III wiek p.n.e.
III wiek p.n.e.
<>

## Urodzili się
Gajusz Flaminiusz Nepos
- 287 p.n.e. – Archimedes, matematyk grecki
- 276 p.n.e. – Eratostenes, astronom i geograf grecki
- około 255 p.n.e. – Gajusz Flaminiusz Nepos, rzymski polityk
- 250 p.n.e. – Plaut, komediopisarz rzymski

## Zmarli
- około 300 p.n.e. – Apelles z Kolofonu, malarz grecki
- 289 p.n.e. – Mencjusz, filozof chiński
- 286 p.n.e. – Pyrron, filozof grecki
- 270 p.n.e. – Epikur, filozof grecki
- około 263 p.n.e. – Zenon z Kition, filozof grecki
- 229 p.n.e. – Hamilkar Barkas, wódz kartagiński, ojciec Hannibala
- 212 p.n.e. – Archimedes, grecki matematyk, fizyk i wynalazca

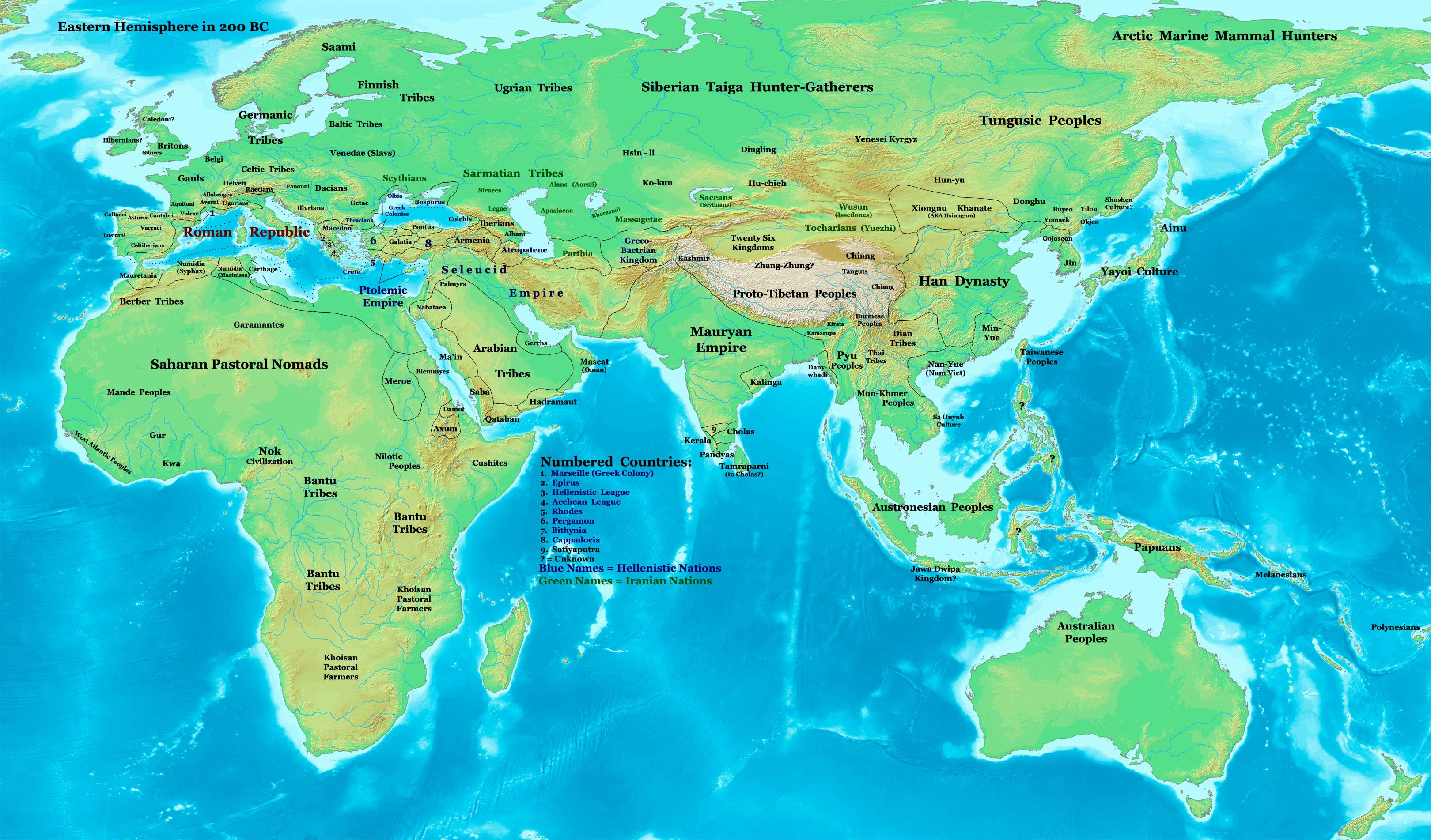
Mapa świata w 200 r. p.n.e.

## Wydarzenia w Europie
- około 300 p.n.e.
  - Teofrast (ojciec botaniki) napisał dzieła: Historia roślin i Fizjologia roślin
  - początki napływu rzymskich monet na ziemie polskie
  - greckie mapy świata dokładnie ukazują wzajemne położenie Arabii, Indii, Skandynawii, Brytanii i Islandii
- 300 p.n.e. – dopuszczenie plebejuszy do kolegiów kapłańskich (Rzym) – Lex Ogulnia
- 299 p.n.e. – Galowie zaatakowali Italię
- 298-290 p.n.e. – trzecia wojna Rzymu z Samnitami
- 295 p.n.e. – zwycięstwo Rzymian pod Sentinum nad Samnitami, Galami i Umbrami
- 293 p.n.e. – wprowadzenie kultu Eskulapa (Rzym)
- 292 p.n.e. – Chares z Lindos rozpoczął budowę Kolosa Rodyjskiego
- 290 p.n.e. – Rzym zawarł pokój z Samnitami
- 289 p.n.e. – założenie mennicy w Rzymie
- 283 p.n.e. – bitwa nad Jeziorem Wadymońskim
- 281 p.n.e. – Rzym rozpoczął wojnę z Tarentem
- 280-275 p.n.e. – Pyrrus przekracza Cieśninę Otranto, rozpoczynając najazd na Italię (bitwy: Heraklea – 280 p.n.e., Ausculum – 279 p.n.e. i Beneventum – 275 p.n.e.)
- 280 p.n.e.
  - przymierze Rzymu z Kartaginą
  - zakończenie budowy Kolosa Rodyjskiego
  - Tiberius Coruncanius konsul i prawnik rzymski rozpoczął publiczne nauczanie nauk prawnych
- 279-278 p.n.e. – Celtowie zajęli Trację i najechali Anatolię
- 279 p.n.e. – Senat Rzymu odrzuca propozycję pokojową Pyrrusa
- 278-276 p.n.e. – walki Pyrrusa na Sycylii
- 272 p.n.e. – zajęciem Tarentu Rzym zakończył podbój Italii
- około 270 p.n.e. – Arystarch z Samos wysunął pierwszą teorię heliocentrycznego wszechświata
- 264 p.n.e.
  - rywalizacja Rzymu i Kartaginy na Sycylii wywołała pierwszą wojnę punicką
  - Rzymianie zdobyli miasto Volsinii (centrum federacji etruskiej)
  - federacja italska objęła cały Półwysep Apeniński
  - pierwsze igrzyska gladiatorów w Rzymie
- 261-260 p.n.e. – Rzym zbudował flotę morską
- 260 p.n.e. – pierwsze zwycięstwo morskie Rzymu nad Kartaginą pod Mylae (pn. wybrzeże Sycylii)
- 259 p.n.e. – Rzymianie zajmują Korsykę
- 256 p.n.e. – konsul rzymski Marek Atyliusz Regulus pokonał flotę Kartaginy u przylądka Eknomos (południowa Sycylia)
- 250 p.n.e. – klęska Rzymian pod Drepanum
- 242 p.n.e. – Rzymianie zaczęli budowę nowej floty morskiej z prywatnych składek obywateli
- 241 p.n.e.
  - zwycięstwo Rzymian nad flotą Kartaginy koło Wysp Egadzkich, I wojna punicka zakończyła się zwycięstwem Rzymu
  - Sycylia stała się pierwszą, poza Italią, prowincją Rzymu
  - początek reformy komicjów centurialnych w Rzymie
- 240 p.n.e. – Liwiusz Andronikus wystawił na Ludi Romani pierwszą tragedię i komedię łacińską
- ok. 240 p.n.e. – Ktesibios (ojciec pneumatyki) – wynalazł zegar wodny, pompę ssąco-tłoczącą, organy hydrauliczne, sikawkę przeciwogniową
- 238 p.n.e.
  - Rzymianie zajęli Sardynię, Korsykę i część Sycylii (posiadłości kartagińskie)
  - stłumienie powstania najemników w Kartaginie
- 237 p.n.e. – początek kartagińskiej ekspansji Hamilkara w Hiszpanii
- 235 p.n.e. – Eratostenes obliczył obwód Ziemi
- 229 p.n.e. – pierwsza wojna iliryjska
- 228 p.n.e. – igrzyska istmijskie, pierwsi obywatele rzymscy z powodzeniem biorą w nich udział
- 227 p.n.e. – powiększenie liczby pretorów do czterech (prowincje rzymskie)
- 226 p.n.e. – Rzym zawarł traktat z Hasdrubalem (rzeka Ebro granicą strefy wpływów Kartaginy i Rzymu w Hiszpanii)
- 225 p.n.e. – Rzym rozpoczął podbój Galii Cisalpińskiej (Przedalpejskiej)
- ok. 225 p.n.e. – Filon sporządził najstarszą listę siedmiu cudów świata
- 224 p.n.e. – silne trzęsienie ziemi zburzyło Kolosa Rodyjskiego
- 223 p.n.e. – konsul rzymski Flaminiusz zdobył kraj Insubrów
- 222 p.n.e. – powstała nowa prowincja rzymska – Galia Cisalpińska
- 221 p.n.e. – Hannibal objął dowództwo w Hiszpanii
- 200 p.n.e. – Grek Archagatos pierwszym publicznym lekarzem w Rzymie
- 219 p.n.e.
  - druga wojna iliryjska
  - Hannibal oblegał Sagunt
- 218 p.n.e. – Hannibal przeszedł przez Alpy i ruszył na Rzym (bitwy nad Ticinus i nad Trebią), rozpoczęła się druga wojna punicka
- 217 p.n.e. – Hannibal pokonał Flaminiusza nad jeziorem Trazymeńskim, ominął Rzym i ruszył na południe
- 216 p.n.e. – (2 sierpnia) pod Kannami – Hannibal rozgromił liczniejsze wojska rzymskie
- 215-205 p.n.e. – pierwsza wojna macedońska początkiem rzymskich wpływów w Macedonii i Grecji
- 212 p.n.e. – pod 2-letnim oblężeniu Rzymianie zdobyli sprzyjające Kartaginie miasto Syrakuzy
- 211 p.n.e. – Rzymianie zdobyli Kapuę – miasto, które stanęło po stronie Hannibala
- 209 p.n.e.
  - rzymski prokonsul Publiusz Korneliusz Scypion Starszy zdobył Nową Kartaginę (najważniejsza kolonia Kartaginy w Hiszpanii)
  - zajęcie Tarentu
- 208 p.n.e. – bitwa pod Baeculą (Hiszpania)
- 207 p.n.e. – nad rzeką Metaurus w Umbrii Rzymianie rozbili Kartagińczyków dowodzonych przez brata Hannibala – Hazdrubala Barkasa
- 206 p.n.e. – Rzymianie rozpoczęli podbój ziem na Półwyspie Iberyjskim
- 205 p.n.e. – Publiusz Korneliusz Scypion Starszy obrany konsulem (otrzymał w zarząd prowincję Sycylia)
- 204 p.n.e. – wprowadzenie kultu Kybele w Rzymie
- 203 p.n.e. – Hannibal opuścił Italię i wrócił do Afryki by bronić zagrożonej Kartaginy
- Paryzjowie zasiedlili wyspę Île de la Cité na Sekwanie, kolebkę dzisiejszego Paryża
- Piktowie pojawili się w Brytanii

## Wydarzenia w Azji
- około 300 p.n.e.
  - początki kultury Yayoi (Japonia)
  - plemiona turecko-mongolskie ze wschodnich stepów przyjęły w pełni koczowniczy tryb życia
  - początek uprawy ryżu w Japonii
  - Chińczycy sporządzili tusz z sadzy
  - Seleukos I Nikator założył miasto Antiochia (nad rzeką Orontes)
- 281 p.n.e. – Bitwa pod Kuropedion, Seleukos zwycięża Lizymacha
- około 271-231 p.n.e. – panowanie Aśoki, zjednoczenie Indii, buddyzm rozprzestrzenił się w imperium Maurjów i dotarł na Cejlon
- 256 p.n.e. – koniec panowania dynastii Zhou (Chiny)
- 239 p.n.e. – Baktria oderwała się od imperium Seleucydów
- 238 p.n.e. – Parnowie dokonują inwazji Partii
- 221 p.n.e. – Shi Huangdi z dynastii Qin zjednoczył Chiny
- 221-210 p.n.e. – Chińczycy zbudowali Wielki Mur
- 217 p.n.e. – Bitwa pod Rafią – Antioch III Wielki pokonany przez wojska Ptolemeuszy
- 213 p.n.e. – chiński cesarz Shi Huangdi z dynastii Qin nakazał spalić wszystkie biblioteki i archiwa państw podbitych
- 209 p.n.e. – shanyu Xiongnu zostaje Maodun (209-174 p.n.e.), właściwy twórca ich imperium
- 206 p.n.e. – upadek chińskiej dynastii Qin, władzę objęła dynastia Han

## Wydarzenia w Afryce
- ok. 300 p.n.e. – Sostratos z Knidos rozpoczął budowę latarni morskiej na wyspie Faros koło Aleksandrii
- 290 p.n.e. – Ptolemeusz I Soter założył bibliotekę w Aleksandrii
- 280 p.n.e. – ukończenie budowy latarni morskiej na wyspie Faros
- 217 p.n.e. – duże trzęsienie ziemi w Afryce Północnej zburzyło około 100 miast
- 202 p.n.e. – klęska Kartagińczyków w bitwie pod Zamą kończy drugą wojnę punicką (pokój zawarto w 201 p.n.e.)

## Wydarzenia w Ameryce
- około 250 p.n.e. – powstanie nizinnych ośrodków kultury Majów w Gwatemali
- około 200 p.n.e. – początek kultury Gallinazo w Peru

## Więcej wydarzeń w artykułach dotyczących poszczególnych lat
300 p.n.e. 299 p.n.e. 298 p.n.e. 297 p.n.e. 296 p.n.e. 295 p.n.e. 294 p.n.e. 293 p.n.e. 292 p.n.e. 291 p.n.e.
 290 p.n.e. 289 p.n.e. 288 p.n.e. 287 p.n.e. 286 p.n.e. 285 p.n.e. 284 p.n.e. 283 p.n.e. 282 p.n.e. 281 p.n.e.
 280 p.n.e. 279 p.n.e. 278 p.n.e. 277 p.n.e. 276 p.n.e. 275 p.n.e. 274 p.n.e. 273 p.n.e. 272 p.n.e. 271 p.n.e.
 270 p.n.e. 269 p.n.e. 268 p.n.e. 267 p.n.e. 266 p.n.e. 265 p.n.e. 264 p.n.e. 263 p.n.e. 262 p.n.e. 261 p.n.e.
 260 p.n.e. 259 p.n.e. 258 p.n.e. 257 p.n.e. 256 p.n.e. 255 p.n.e. 254 p.n.e. 253 p.n.e. 252 p.n.e. 251 p.n.e. 
 250 p.n.e. 249 p.n.e. 248 p.n.e. 247 p.n.e. 246 p.n.e. 245 p.n.e. 244 p.n.e. 243 p.n.e. 242 p.n.e. 241 p.n.e.
 240 p.n.e. 239 p.n.e. 238 p.n.e. 237 p.n.e. 236 p.n.e. 235 p.n.e. 234 p.n.e. 233 p.n.e. 232 p.n.e. 231 p.n.e.
 230 p.n.e. 229 p.n.e. 228 p.n.e. 227 p.n.e. 226 p.n.e. 225 p.n.e. 224 p.n.e. 223 p.n.e. 222 p.n.e. 221 p.n.e.
 220 p.n.e. 219 p.n.e. 218 p.n.e. 217 p.n.e. 216 p.n.e. 215 p.n.e. 214 p.n.e. 213 p.n.e. 212 p.n.e. 211 p.n.e.
 210 p.n.e. 209 p.n.e. 208 p.n.e. 207 p.n.e. 206 p.n.e. 205 p.n.e. 204 p.n.e. 203 p.n.e. 202 p.n.e. 201 p.n.e.